# Hajnice (přírodní památka)
Hajnice je přírodní památka v okrese Jihlava. Oblast spravuje Krajský úřad Kraje Vysočina. Rozkládá se mezi obcemi Branišov, Kalhov a Šimanov. Důvodem ochrany jsou luční společenstva se zvláště chráněnými druhy rostlin a živočichů. Nacházejí se zde vlhčí typy luk, smilkové trávníky, kamenné snosy, křovinaté remízky, tůně, prameniště a luční lady. Centrem oblasti je rybník Hajnice, kterým protéká Hejnický potok.
Žijí zde čolek obecný (Lissotriton vulgaris), čolek horský (Ichthyosaura alpestris), rak říční (Astacus astacus), rosnička zelená (Hyla arborea), bekasina otavní (Gallinago gallinago), šidélko kopovité (Coenagrion hastulatum) a hnědásek rozrazilový (Melitaea diamina), z rostlin jsou zastoupeny prstnatec májový (Dactylorhiza majalis), všivec ladní (Pedicularis sylvatica) a dvouhrotec bahenní (Dicranum bonjeanii).